# 鳥川村
鳥川村（とりかわむら）は福島県信夫郡にかつて存在した村である。

## 地理
- 現在の福島市の南部に位置する。

## 歴史

### 村域の変遷
- 1889年（明治22年）4月1日 - 町村制施行により、大森村・永井村・上鳥渡村・下鳥渡村・成川村が合併し信夫郡大森村が発足。
- 1892年（明治25年）7月21日 - 大森村の一部（上鳥渡・下鳥渡・成川）が分立し鳥川村が発足。
- 1955年（昭和30年）3月1日 - 鳥川村は大森村・平田村と合併し信夫村が発足。鳥川村は消滅。
- 1965年（昭和40年）6月1日 - 信夫村は松川町とともに福島市に編入され、消滅。

変遷表
| 1868年 以前 | 1868年 以前 | 明治4年  | 明治9年  | 明治22年 4月1日 | 明治25年 7月21日 | 昭和30年 3月1日 | 昭和40年 6月1日 | 現在   |
| ----------- | ----------- | -------- | -------- | --------------- | ---------------- | --------------- | --------------- | ------ |
|             | 上鳥渡村    | 上鳥渡村 | 上鳥渡村 | 大森村 の一部   | 鳥川村 分立      | 信夫村          | 福島市 に編入   | 福島市 |
|             | 下鳥渡村    |          |          | 大森村 の一部   | 鳥川村 分立      | 信夫村          | 福島市 に編入   | 福島市 |
|             | 上成田村    | 成田村   | 成川村   | 大森村 の一部   | 鳥川村 分立      | 信夫村          | 福島市 に編入   | 福島市 |
|             | 中成田村    | 成田村   | 成川村   | 大森村 の一部   | 鳥川村 分立      | 信夫村          | 福島市 に編入   | 福島市 |
|             | 下成田村    | 成田村   | 成川村   | 大森村 の一部   | 鳥川村 分立      | 信夫村          | 福島市 に編入   | 福島市 |
|             | 赤川村      |          | 成川村   | 大森村 の一部   | 鳥川村 分立      | 信夫村          | 福島市 に編入   | 福島市 |

## 大字
- 上鳥渡（かみとりわた）
- 下鳥渡（しもとりわた）
- 成川（なりかわ）

## 人口・世帯

### 人口
総数 [単位： 人]
| 1907年（明治40年） | 2,432 |
| 1920年（大正 9年） | 2,271 |
| 1947年（昭和22年） | 2,747 |

### 世帯
総数 [単位： 世帯]
| 1920年（大正 9年） | 376 |
| 1947年（昭和22年） | 439 |